# Josef Buchner (Politiker)
Josef Buchner (* 2. März 1942 in Hagenberg im Mühlkreis) ist ein pensionierter österreichischer Politiker. Der ehemalige Gemeindebedienstete war zwischen 1986 und 1990 Abgeordneter zum österreichischen Nationalrat und zwischen 1983 und 1994 Parteichef der Vereinten Grünen Österreichs (VGÖ). Buchner war von 1997 bis 2012  Bürgermeister der Stadtgemeinde Steyregg. 

## Ausbildung und Beruf
Josef Buchner absolvierte die Volks- und Hauptschule sowie das Bundesrealgymnasium für Berufstätige in Linz, das er mit der Matura abschloss. Danach war Buchner als VÖEST-Arbeiter tätig und wechselte danach als Gemeindebeamter (Leiter der Bau- und Wirtschaftsabteilung) zur Stadtgemeinde Steyregg.

## Politik
Josef Buchner war ursprünglich in der SPÖ beheimatet und engagierte sich in den 1970er Jahren in seiner Heimatgemeinde Steyregg gegen die durch die VÖEST verursachte Luftverschmutzung. Die von ihm gegründete Steyregger Bürgerinitiative für Umweltschutz (SBU) erreichte bereits bei ihrem ersten Antreten bei den Steyregger Gemeinderatswahlen 1979 18 % der Stimmen. Buchner wurde in der Folge Vizebürgermeister von Steyregg. Anfang der 1980er Jahre engagierte sich Buchner bei den Vereinten Grünen Österreichs und wurde am 19. Februar 1983 zum stellvertretenden Vorsitzenden der Partei gewählt. Nach dem Scheitern der Partei bei den Nationalratswahlen 1983 mit 1,93 % unter Alexander Tollmann übernahm Buchner am 26. Juni 1983 den Bundesvorsitz. Buchner gelang die Konsolidierung der Partei und er straffte die Organisation. Des Weiteren wurde unter Buchner ein auf der ökologisch-sozialen Marktwirtschaft basierendes Parteiprogramm beschlossen. Parteibündnisse mit der Alternativen Liste hatten jedoch wenig Erfolg, nur in Vorarlberg gelang der Einzug in den Landtag. In Oberösterreich scheiterte Buchner 1985 jedoch bei den Wahlen zum Landtag. Letztlich kam es doch zu einem Bündnis zwischen der bürgerlichen VGÖ und dem linken, grünen Lager. Buchner erhielt dadurch einen der vorderen Listenplätze auf der Liste von Freda Meissner-Blau für die Nationalratswahlen 1986 (Die Grüne Alternative – Liste Freda Meissner-Blau). Nach dem Wahlerfolg der Liste zog Buchner 1986 als Abgeordneter ins Parlament ein. Da Buchners VGÖ bei den Wiener Landtagswahlen jedoch gegen die Grüne Alternative kandidierte, wurde er im Dezember 1987 aus dem grünen Parlamentsklub ausgeschlossen. Buchner arbeitete bis 1990 als Wilder Abgeordneter weiter und versuchte mit den Vereinten Grünen Österreichs weiter Fuß zu fassen. Trotz einiger Erfolge in verschiedenen Gemeinde- und Landtagswahlen konnte sich seine Partei nicht auf Dauer etablieren. Einigungsversuche mit der Grünen Alternative scheiterten, zum letzten Mal im Jahr 1993 vor den Nationalratswahlen 1994. Nachdem am 17. Oktober angekündigt worden war, die VGÖ und die Grüne Alternative würden 1994 gemeinsam antreten, äußerte sich Jörg Haider, dass Buchner und die VGÖ auch mit ihm über eine Zusammenarbeit geredet hätten. Obwohl Buchner dementierte, jemals mit der FPÖ verhandelt zu haben, kündigte der Bundesvorstand der Grünen Alternative in der Folge die Zusammenarbeit auf. Buchners Traum von einer neuerlichen Periode im Nationalrat war dadurch geplatzt. Als Folge wurde der ehemalige Fußballtrainer Adi Pinter im Juni 1994 zum neuen VGÖ-Chef gewählt, dieser erlitt jedoch bei den Wahlen mit 0,12 % eine herbe Niederlage. 
Buchner konzentrierte sich in der Folge auf die Arbeit in seiner Heimatgemeinde Steyregg. Seine Steyregger Bürgerinitiative für Umweltschutz (SBU) erreichte bei den Wahlen 1997 mit 29,9 % der Stimmen ein Plus von 2,1 % und erstmals den zweiten Platz. In der Bürgermeister-Direktwahl konnte sich Buchner mit mehr als 50 % im ersten Wahlgang durchsetzen und wurde so als Unabhängiger zum ersten grün-politischen Bürgermeister Österreichs. Im Jahr 2003 gelang Buchner bei den Gemeinderatswahlen die Wiederwahl als Bürgermeister mit mehr als 70 % und im Jahr 2009 mit 59,99 % der gültigen Stimmen. Die SBU wurde mit 36,8 % im Jahr 2003 erstmals stimmenstärkste Partei in Steyregg. Bei der Gemeinderatswahl 2009 wurde die SBU mit 34,09 % als stimmenstärkste Partei bestätigt. An seinem 70. Geburtstag gab Buchner sein Ausscheiden aus der aktiven Politik bekannt.
Als seinen Nachfolger nominierte er den Steyregger Hans Würzburger, der im Jahr 2012 in der Stichwahl mit 53,5 % zum Bürgermeister von Steyregg gewählt wurde.

## Auszeichnungen
- Goldenes Verdienstzeichen der Republik Österreich[2]